# Balboa (Tanz)
Balboa ist ein Paartanz aus der Familie der Swing-Tänze, der erstmals in den 1930er- und 1940er-Jahren in Mode war und sich auch heutzutage wieder einiger Beliebtheit erfreut; so ist er auf vielen regulären Lindy-Hop- und Boogie-Camps fester Bestandteil im Programm.
Ursprünglich wurde Balboa in meist 8 Zählzeiten (8-Count) in geschlossener Tanzhaltung getanzt und war durch trickreiche Fußarbeit gekennzeichnet.
Balboa ist aufgrund der sehr engen Tanzhaltung vor allem ideal bei voller Tanzfläche und macht Tanzen auf schnelle Musik besonders leicht, funktioniert aber auch bei langsameren Tempi. Bereichert um öffnende Figuren, wie bei Boogie und Swing, wird Balboa zum Bal-Swing und besonders abwechslungsreich.

## Geschichte
Benannt ist der Tanz nach der Balboa-Peninsula-Halbinsel in Newport Beach (Kalifornien) bei Los Angeles, wo er entstanden ist.

## Formen
Balboa hat zwei Grundformen:
- Pure Balboa: Diese Version der Balboas wird sehr eng und mit viel Variation der Schritttechnik getanzt. Die Hauptschritttechniken beinhalten den single-time Balboa, double-time Balboa und triple-time Balboa.
- Bal Swing: In dieser Form öffnet das Paar die sehr enge Tanzhaltung, um Drehungen und Spins zu tanzen. Nach einer Figur kommt man wieder in die enge Haltung, d. h. wieder in die Pure Balboa Form.

## Beschreibung
Einige der großen Balboa-Tänzer sagten oft: „We can’t tell you how to dance Balboa, but we can tell you when you are not dancing Balboa.“

### Körperbewegung
Die Tänzer stehen sehr eng zusammen und berühren sich teilweise von der Hüfte bis zur Schulter. Diese Haltung macht es sehr einfach mit dem Körper zu führen und ermöglicht sehr schnelle Drehungen und Figuren. Die Füße bleiben weitestgehend unter dem Körper, ausladende Bewegungen sind selten.
Das Tanzen erfolgt weitestgehend stationär, d. h. das Paar bewegt sich kaum vom Platz. Für Zuschauer ist oft nur die Fußarbeit und die Drehungen zu sehen, das Interessante für die Tanzenden ist die Führung über kleine Gewichtswechsel und die Spannung, aus der die Drehungen entstehen. Daher wird Balboa gerne als ein „Tanz für Tänzer“ und nicht als „Tanz für Zuschauer“ bezeichnet.
Durch die kleinen, stationären Bewegungen kann Balboa auch noch auf sehr schnelle Musik getanzt werden, außerdem braucht er sehr wenig Platz. Bei langsamer Musik werden dann oft Elemente aus anderen Swing-Tänzen eingebaut, die raumgreifender werden.

### Grundschritt
Der meistens unterrichtete „up-hold“ oder „double-time“ Grundschritt ist für den Leader wie folgt:
- 1 – Links rückwärts
- 2 – Rechts rechts
- 3 – Links Tap (= „oben halten“, unbelastet)
- 4 – Links vorwärts
- 5 – Rechts vorwärts
- 6 – Links links
- 7 – Rechts Tap (= „oben halten“, unbelastet)
- 8 – Rechts rückwärts

Für den Follower sind die Schritte genauso, aber beginnen mit 5–8, dann erst 1–4, also genau um einen Takt versetzt.
Der „down-hold“ oder „single-time“ Grundschritt ist ähnlich:
- 1 – Links rückwärts
- 2 – Rechts rechts
- 3 – Links vorwärts (belastet)
- 4 – Pause (= „unten halten“)
- 5 – Rechts vorwärts
- 6 – Links links
- 7 – Rechts rückwärts (belastet)
- 8 – Pause (= „unten halten“)

Diese Grundschritte können auch kombiniert werden, z. B. 1–4 wie im „down-hold“, 5–8 wie im „up-hold“.
Stilistisch bevorzugen manche statt des „Tap“ beim „up-hold“ auch einen „Kick“ (der aber trotzdem sehr klein und flach erfolgt, keinesfalls sollte man seinen Partner damit treffen), aber das ist nur eine von mehreren Möglichkeiten die Schritte zu variieren. Auch beim „Tap“ wird der Fuß kaum oder gar nicht vom Boden gehoben, sondern viel mehr am Boden nach vorne geschoben. Auch in dem „Pause“-Schritt wird ein kleiner „Pulse“ im Körper beibehalten, außer die Tänzer möchten einen „Break“ in der Musik betonen.
Das Entscheidende beim Balboa sind aber nicht die Schritte, sondern wie dabei der Oberkörper das Gleichgewicht und die Position des Partners (und damit des Paares) steuert. Bei den sogenannten „One-Steps“ oder „Adlibs“ können beispielsweise Schritte 1+2 oder 5+6 beliebig oft wiederholt werden (auch in verschiedene Bewegungsrichtungen). Schritte 3+4 sowie 7+8 sind dann lediglich ein Richtungs- und Fußwechsel, der unter anderem als Up-Hold oder Down-Hold durchgeführt werden kann. Der „Grundschritt“ dient daher eher zum Erlernen der Führungs- und Schritttechnik, manche Lehrer würden sogar nur Schritte 1+2 als einen Grundschritt ansehen, 3+4 bereits als einen weiteren.
Die meisten Figuren basieren auf dem Grundschritt und unterscheiden sich lediglich durch die Richtung, in die sich das Paar bewegt. So ist beispielsweise ein „Come around“ ein halber „down-hold“ (1–4) gefolgt von einem halben „up-hold“ (5–8), wobei auf 1–2 die Drehung eingeleitet wird, auf dem „Down“ (3–4) gedreht wird und 5–8 wieder den Schwung abfangen. Bei den „Paddles“ werden die Schritte 1+2 oder 5+6 nach Belieben wiederholt, wobei das Paar mit dem Gewicht auf einer Seite bleibt und sich um das Standbein dreht.

### Figuren
- Throwout
- Come around
- Lollie Kicks
- Paddles
- Crossovers
- Twists
- Texas Tommy

## Berühmte Tänzer
- Maxie Dorf
- Willie Desatoff
- Anne Mills